# Gavrila Principa (Bělehrad)
Gavrila Principa (srbsky Гаврила Принципа) je ulice v centrální části hlavního města Srbska, Bělehradu. Nachází se v blízkosti řeky Sávy a Brankova mostu. Spojuje jeho východní konec s ulicí Balkánskou zhruba v ose rušné třídy Karađorđeva. 
Pojmenována je podle Gavrila Principa. Dlouhá je přibližně 710 metrů. Administrativně se nachzí v místní části Savski venac.

## Historie
Ulice je přítomna již na mapách druhého vojenského mapování v části města označované německy jako Serbenstadt (Sávský amfiteátr). Před druhou světovou válkou byla známá jako ulice Kraljeviće Marka.

## Doprava
Ulice je málo frekventovaná úzká ulice bez stromořadí.

## Významné budovy
- Manakův dům (srbsky Manakova kuća)
- Dům rodiny Najdanovićů (srbsky Kuća porodice Najdanović)
- ZŠ Isidory Sekulić
- Park Luky Ćeloviće